# Lauríacum
Lauríacum o Laurèacum va ser una ciutat del nord del Nòric situada al punt on s'uneix el riu Anisius amb el Danubi, segons Ammià Marcel·lí i l'Itinerari d'Antoní. La Taula de Peutinger l'anomena Blaboriciacum.
En una inscripció dubtosa se l'esmenta com a Colonia Augusta Laureacum, i és possible que es fundés com una colònia romana. Era la ciutat més gran de la província i estava unida a Sírmium i a Taurunum, a Pannònia, per una via important.
Era seu de la Legió III Italica segons l'Itinerari d'Antoní o de la Legió II seons la Notitia Dignitatum. Era també l'estació més important de la flota del Danubi i residència del seu prefecte, i segurament un gran centre de fabricació d'armes. Com que no l'anomena cap autor anterior, es devia fundar durant el regnat de Marc Aureli.
Al segle iii a Lauríacum ja hi havia la seu d'un bisbe. Al segle v era un lloc ben fortificat, on es refugiava la gent dels voltants quan atacaven els alamans i els turingis. Al segle vi la van destruir els àvars, però se la va restaurar com a fortalesa de frontera, i aviat va caure en decadència.
Correspon a la moderna Lorch, amb un convent molt anomenat. Es troben ruïnes romanes a 1,5 km.